# Guðmundur Sigurjónsson
Ne pas confondre avec l'athlète Guðmundur Sigurjónsson Hofdal
Guðmundur Sigurjónsson est un joueur d'échecs islandais né le 25 septembre 1947 à Reykjavik.

## Biographie et carrière
Champion d'Islande à trois reprises (en 1965, 1968 et 1972), Guðmundur Sigurjónsson finit quatrième du championnat du monde junior en 1967. Il obtint le titre de grand maître international en 1975.
Il fut vainqueur du tournoi de Reykjavik en 1970 et finit 2e-3e du tournoi de Hastings 1975-1976, 2e-3e du mémorial Capablanca à Cienfuegos en 1976.
Guðmundur Sigurjónsson représenta l'Islande lors de dix olympiades de 1966 à 1986, marquant 60,5 points en 112 parties. Son meilleur résultat fut la sixième place individuelle au premier échiquier lors de l'Olympiade d'échecs de 1976 à Haïfa où il marqua 7,5 points sur 11.

## Une partie
Guðmundur Sigurjónsson - Margeir Pétursson, Reykjavik, 1985
1. e4 c5 2. Cf3 Cc6 3. d4 cxd4 4. Cxd4 g6 5. c4 Cf6 6. Cc3 d6 7. Fe2 Cxd4 8. Dxd4 Fg7 9. Fg5 0-0 10. De3 Fe6 11. 0-0 Db6 12. Dd2 Tfc8 13. b3 Da5 14. Tac1 a6 menaçant 15...b5! 15. Ff3! Tab8 16. Tfe1 b5 17. Cd5! Dxd2 18. Fxd2 Rf8 19. cxb5 axb5 20. Cb4! Cg4 21. Fe2 Fd7 22. h3 Ce5 23. Txc8+ Fxc8 24. Tc1 Fb7 25. Fxb5 Fxe4 26. Ca6 Ta8 27. Cb4 Ff5 28. Tc7 Tb8 29. a4 Fe6 30. Ca6 Td8 31. b4 d5 32. Cc5 Ff5 33. a5 Cc4 34. Fg5 Tb8 35. Fxe7+ Rg8 36. a6 Txb5 37. a7 Cb6 38. Tb7 Fe5 39. Txb6 1-0.